# Soliveta
Soliveta es un lugar del municipio español de Monesma y Cajigar, perteneciente a la provincia de Huesca, en la comunidad autónoma de Aragón.

## Historia
En el cesno ribagorzano del año 1381 aparece como un caserío de Montañana y poco después en el 1395 aparece como propiedad de los Español, teniendo dos fuegos, aunque llegó a contar con ocho casas habitadas en su momento de mayor auge.
Hacia mediados del siglo XIX, el lugar, por entonces perteneciente al ayuntamiento de Monesma, tenía contabilizada una población de veintiocho habitantes. Aparece descrito en el decimocuarto volumen del Diccionario geográfico-estadístico-histórico de España y sus posesiones de Ultramar de Pascual Madoz con las siguientes palabras:

SOLIVETA: ald. en la prov. de Huesca (15 leg.), part. jud. de Benabarre (14), dióc. de Lérida (12), aud. terr. y c. g. de Zaragoza (24), ayunt. de Monesma. sit. en un pequeño llano: su clima es templado; sus enfermedades mas comunes afecciones catarrales. Tiene 4 casas; igl. anejo de Monesma, dedicada á San Pedro mártir, y una fuente de buenas aguas. Confina con la matriz, Colls y Matañana. El terreno es de mediana calidad y de secano. Hay un camino que dirige á Rublo: recibe la correspondencia de Aren. prod.: trigo, centeno, patatas, legumbres y vino: cria ganado lanar, y caza de perdices, conejos y liebres. pobl.: 6 vec., 28 alm. riqueza imp.: 16,125 rs. contr.: 2,104.
(Madoz, 1849, p. 428)

Finalmente el pueblo quedó abandonado en los años 70 como otras poblaciones de la zona en parte por la falta de servicios mínimos y el éxodo rural.

## Patrimonio
- Iglesia de San Pedro, se trata de una construcción románica de mediados del siglo XII que actualmente se encuentra engullida por la maleza y su interior parcialmente derruido desde el 2013.[3]
- Ermita de San José, también conocida como de Casa Llera por ser la capilla de la casa homónima, es una construcción rectangular con una espadaña de un solo ojo sobre la puerta de acceso, estando cubierto con un tejado de losa a dos aguas.[4]